# (6724) 1991 CX5
(6724) 1991 CX5 (1991 CX5, 1959 CF, 1970 EY, 1978 TC, 1979 WF4, 1979 YC6, 1992 HQ4) — астероїд головного поясу, відкритий 4 лютого 1991 року.
Тіссеранів параметр щодо Юпітера — 3,197.